# An Audience with Adele
An Audience with Adele —en español: Una audiencia con Adele— es un especial de televisión de la cantante británica Adele bajo el formato An Audience with... de iTV, transmitido el 21 de noviembre del 2021. Fue la primera vez en ocho años que se grabó un episodio bajo ese formato, aunque la productora indicó que el programa regresaba solo por una noche.
El programa se grabó a principios de noviembre en el London Palladium con una audiencia compuesta por los héroes y amigos personales de Adele, músicos, actores, artistas, deportistas y más. Entre la audiencia se encontraban Dua Lipa, Stormzy, Emma Watson, Emma Thompson, David Tennant, Samuel L. Jackson, Hannah Waddingham, Olly Alexander, Gareth Southgate, Mel B, Suranne Jones, Bryan Cranston y Alan Carr.
Adele interpretó canciones de sus álbumes 19, 21, 25 y 30. Durante el programa se le ve tomando preguntas de miembros de la audiencia sobre temas de su vida amorosa, personal y profesional.

## Lista de canciones
1. «Hometown Glory»
2. «Hello»
3. «Send My Love (To Your New Lover)»
4. «Easy on Me»
5. «I Drink Wine»
6. «Rolling in the Deep»
7. «Hold On»
8. «Set Fire to the Rain»
9. «Someone Like You»
10. «Love Is a Game»

## Banda
Adele interpretó sus canciones con una banda compuesta por:
- Timothy Van Der Kuil — guitarrista
- Peter Randall — guitarrista
- Ben Thomas — guitarrista
- Aaron Draper — baterista
- Derick Wright — baterista
- Kerenza Peacock — violinista
- Erick Wortham — pianista
- Laurhan Beato — coro
- Amanda Brown — coro
- Katie Holmes — coro

## Invitados destacados
Fuente: The Independent.
| - Alan Carr - Bryan Cranston - Alesha Dixon - Idris Elba - Dawn French - Josh Gad - Kate Garraway - Boy George - Richard E Grant - Nick Grimsha - Harry Hill - Dame Kelly Holmes - Samuel L Jackson - Daisy Lowe | - Suranne Jones - Dua Lipa - Graham Norton - Dermot O’Leary - Catherine O'Hara y Danny Elfman - Vangelis Polydorou - Jonathan Ross - Phillip Schofield - Gareth Southgate - Stormzy - David Tennant - Raven B Varona - Hannah Waddingham - Emma Watson - Emma Thompson |